# Berliner Mittwochsgesellschaft
Die Berliner Mittwochsgesellschaft (oder auch Gesellschaft der Freunde der Aufklärung) war eine ab dem Jahr 1783 dem Gedankengut der Spätaufklärung verpflichtete Zusammenschließung diverser Personen des öffentlichen Lebens im Berlin des späten 18. Jahrhunderts. 

## Geschichte
Die Gesellschaft wurde vom Theologen Wilhelm Abraham Teller (mit)gegründet. Mitglieder waren u. a. der preußische Finanzminister Carl August von Struensee, der Oberfinanzrat Johann Heinrich Wloemer, die Dichter Leopold Friedrich Günther von Goeckingk, Christian Konrad Wilhelm von Dohm, der Theaterdirektor und Schriftsteller Johann Jakob Engel, der Kammergerichtsrat Friedrich Wilhelm von Benecke (1752–1793), Friedrich Gedike, Karl Franz von Irwing, der Jurist Ernst Ferdinand Klein, Franz Michael Leuchsenring, die Mediziner Johann Carl Wilhelm Moehsen und Christian Gottlieb Selle, die Prediger Johann Joachim Spalding und Johann Friedrich Zöllner, Carl Gottlieb Svarez, sowie der Aufklärungstheologe und Herausgeber der Allgemeinen Deutschen Bibliothek Friedrich Nicolai; Ehrenmitglied wurde der bekannte Protagonist der Aufklärung Moses Mendelssohn.
Erst durch diese gelehrte (Geheim-)Gesellschaft, die sich von dem gleichzeitig und schon länger bestehenden Montagsclub – der mehr gesellschaftlichen Charakter hatte – abhob, verbreitete sich die Berliner Aufklärung, deren Meinungsforum die Berlinische Monatsschrift wurde, in der nahezu jedes Mitglied der Mittwochsgesellschaft sich zu Wort meldete und die, nach Werner Krauss, das bedeutendste Forum der Spätaufklärung wurde. Mit den kurzlebigen Berliner Blättern und der Neuen Berlinischen Monatsschrift wirkte Biester zwar im Sinne einer mittlerweile durch den Idealismus verdrängten Aufklärung bis 1811 weiter, doch erreichte die Monatsschrift nie mehr das Niveau früherer Jahre, als Immanuel Kant mit vielen Artikeln die Berlinische Monatsschrift bereicherte – bis Biester, der Oberbibliothekar der „Kommode“ und letzter der Berliner Aufklärung, im Jahr 1816 starb. Bereits 1798 war die Mittwochsgesellschaft von Friedrich Wilhelm III. aufgelöst worden, weil sie angeblich die innere Sicherheit bedrohte.
Bedeutend war die Mittwochsgesellschaft beteiligt bei der Bearbeitung der von König Friedrich II. im Frühjahr 1784 zur Diskussion gestellten Entwürfe für das Allgemeine Landrecht für Preußen. Zum ersten Mal wurde für die Ausarbeitung eines Gesetzeswerkes einer beschränkten Öffentlichkeit von „Weisen“, wie Friedrich II. sie nannte, die Bearbeitung der im Auftrag des Königs erstellten Entwürfe für das Landrecht zur weiteren Ausformung in die Hand gegeben und auch die Mitglieder der Mittwochsgesellschaft gehörten zu den geheim tagenden „Weisen“, die die Entwürfe diskutierten.